# Ореховый проезд
Оре́ховый прое́зд (до 19.03.1976 г. — часть проектируемого проезда № 5392) — проезд, расположенный в Южном административном округе города Москвы на территории района Зябликово.

## История
Проезд получил своё название 19 марта 1976 года по примыканию к Ореховому бульвару, в свою очередь названному по расположению на территории бывшего подмосковного села Орехово, вошедшего в состав района массовой жилой застройки Орехова-Борисова.

## Расположение
Ореховый проезд проходит от Орехового бульвара на север параллельно Борисовскому проезду, пересекает Шипиловскую улицу, поворачивает по дуге на восток и проходит до улицы Мусы Джалиля, за которой продолжается как Задонский проезд. Нумерация домов начинается от улицы Мусы Джалиля.

## Примечательные здания и сооружения
По нечётной стороне:
По чётной стороне:

## Транспорт

### Автобус
- с819: от Шипиловской улицы до улицы Мусы Джалиля и обратно
- 887: от Шипиловской улицы до улицы Мусы Джалиля и обратно

### Метрополитен
- Станция метро «Домодедовская» Замоскворецкой линии — юго-западнее проезда, на пересечении Орехового бульвара и Каширского шоссе.
- Станция метро «Красногвардейская» Замоскворецкой линии — юго-восточнее проезда, на пересечении улицы Мусы Джалиля и Ясеневой улицы с Ореховым бульваром.
- Станция метро «Шипиловская» Люблинско-Дмитровской линии.